# Théâtre romain de Caesaraugusta
Le théâtre romain de Caesaraugusta est un théâtre de l'époque romaine construit dans la première moitié du Ier siècle (sous le gouvernement de Tibère et de Claude) à Caesaraugusta (aujourd'hui Saragosse). Il a une capacité d'environ 6 000 spectateurs et servit de modèle pour le théâtre de Marcellus à Rome. Il est utilisé jusqu'au IIIe siècle, où les matériaux sont réutilisés pour construire des murs et d'autres bâtiments. En 1974, des recherches archéologiques ont mis au jour le théâtre, et aujourd'hui ses vestiges peuvent être visités au Musée du théâtre de Caesaraugusta (es). Le 8 octobre 2001, il est déclaré bien d'intérêt culturel dans la catégorie monument.

## Histoire

Caesaraugusta sur le plan de la ville actuelle de Saragosse. Les numéros 1 et 2 délimitent le cardo et le decumanus, et le 6, indique l'endroit où se situait le théâtre romain.
3.- Forum de Caesaraugusta
4.- Port fluvial
5.- Thermes publiques
6.- Théâtre
7.- Muraille

La construction du théâtre romain de Caesaraugusta commence au début du Ier siècle, à l'époque du règne de l'empereur romain Tibère, et sa construction s'achève sous le règne de l'empereur Claude, au milieu du Ier siècle. Sa superficie est de 7 000 mètres carrés (106 mètres de diamètre) et avait la capacité d'accueillir environ 6 000 spectateurs dans une cité qui compte seulement 18 000 habitants à l'époque, ce qui en fait l'un des plus grands de l'Hispanie romaine.

## Caractéristiques techniques
Contrairement à d'autres théâtres que les variations du terrain utilisé, le bâtiment a été construit sur terrain plat en utilisant la technique opus caementicium, à l'imitation du théâtre de Marcellus à Rome, avec une structure d'anneaux concentriques et des parois radiales entre eux, disposés comme une cavea ou en terrasses et qui étaient couverts de dalles de marbre, comme l'orchestra.
La façade a été décorée avec des blocs d'opus quadratum, disposant d'une hauteur extérieure de trois étages et d'une vingtaine de mètres. Il y avait un accès unique et indépendant depuis la porte principale de la façade jusqu'à l'orchestra de tracée perpendiculaire aux tables ou scena et qui parcourait dans un axe le théâtre pour l'usage des autorités, qui accédaient ainsi directement aux sièges qui leur étaient réservés le demi-cercle orchestral. Cet accès exclusif peut aussi être observé aussi dans les théâtres d'Augusta Taurinorum ou de Minturnae - mais il s'agit d'un cas unique en Hispanie romaine - et qui est peut-être dû à la variété des spectacles, pas seulement dramatiques, qui y étaient représentés.
|                                 |
| Gradin et structure protectrice |

|                     |
| Détails des gradins |

## Transformation et redécouverte
La décadence du théâtre commence au IIIe siècle, au moment où les pierres sont prises pour reconstruire les murailles et d'autres constructions, en laissant seulement le béton romain de la structure, qui peut être vue actuellement.
Avec le temps il finit par être redécouvert d'autres constructions notamment à la fin des années 1970, années au cours desquels le site est à nouveau mis en lumière. Après la redécouverte du site, il est aménagé pour être visité, en hébergeant un musée qui montre et explique les découvertes archéologiques.
Grâce à des passerelles, les visiteurs peuvent voir les vestiges des gradins et de la scène qui sont protégés par un grand toit translucide en polycarbonate. À côté des vestiges archéologiques, un bâtiment a été réhabilité pour abriter le Centre d'interprétation, qui initie les visiteurs à l'histoire du théâtre et au genre dramatique, à la vie sociale et politique de l'époque.
|                                                 |
| Vue des vestiges et de la structure protectrice |

|                               |
| Intérieur du musée du théâtre |

|                                                   |
| Localisation du théâtre sur une maquette du musée |

#### Ouvrages
- (es) Miguel Beltrán Lloris et Guillermo Fatás Cabeza, Historia de Zaragoza, vol. 2. César Augusta, ciudad romana, Saragosse, Caja de Ahorros de la Inmaculada, 1998 (ISBN 84-8069-145-X)
- (es) Francisco de Asís Escudero et María Pilar Galve, El teatro de Caesaraugusta, Zaragoza, 2003 (ISBN 978-84-7664-810-0)

#### Articles
- (es) Miguel Beltrán Lloris, « El teatro de Caesaraugusta. Estado actual de conocimiento », Teatros romanos de Hispania. Cuadernos de arquitectura romana, vol. 2,‎ 1993, p. 93-118 (lire en ligne, consulté le 28 décembre 2017).
- (es) Francisco de Asís Escudero et María Pilar Galve, « Edificios de espectáculos », Zaragoza: Colonia Caesar Augusta, vol. 4,‎ 2007, p. 57-70 (ISBN 9788882653989, lire en ligne, consulté le 28 décembre 2017).